# Chintogtoj Azzaya
Chintogtoj Azzaya (9 de junio de 1992) es una deportista mongola que compitío en judo. Ganó una medalla de plata en el Campeonato Asiático de Judo de 2017, en la categoría de –52 kg.

## Palmarés internacional
| Campeonato Asiático | Campeonato Asiático | Campeonato Asiático | Campeonato Asiático |
| Año                 | Lugar               | Medalla             | Categoría           |
| ------------------- | ------------------- | ------------------- | ------------------- |
| 2017                | Hong Kong (China)   | Medalla de plata    | –52 kg              |